# HD 142
HD 142は、ほうおう座の方角に約84光年の距離にある、6等級の恒星である。

## 星系
1894年に、ハーバード大学天文台の観測によって、HD 142は二重星であることが発見された。離角が5.4秒で、明るさの差も大きいため、観測が難しく、20世紀半ばから半世紀以上観測がなされなかった。2MASSによって、再確認された時にも位置関係に変化はなく、その後の観測でも伴星が背景の星であることが否定され、連星系を形成していることが明らかとなった。

## 惑星系
2001年、アングロ・オーストラリアン惑星探査（AAPS）のクリス・ティニーが率いるチームが、この恒星の周囲を公転する太陽系外惑星HD 142 bの発見を公表した。さらに視線速度のデータからは、他の惑星かもしくは恒星の伴星の存在が示唆された。AAPSが更に視線速度の変化の分析を進めたところ、二つの惑星が存在するとよく説明できることが明らかになり、2番目の惑星HD 142 cの発見となった。また、公転周期が108日の3番目の惑星の可能性がある信号がデータに見られたが、誤検出の可能性は5%であった。同じチームによる別の論文では、bとcのパラメータが更新されたが、惑星の可能性があるdについては言及されていない。
惑星bの軌道傾斜角と真の質量の測定結果は、2022年に公開されたガイアのデータリリース第3版 (DR3) にて公表された。別の2022年の研究では惑星cの軌道傾斜角と真の質量が決定され、同時に惑星bのさらに内側を公転している惑星dの存在が新たに確認された。
| 名称 （恒星に近い順） | 質量                   | 軌道長半径 （天文単位） | 公転周期 (日)         | 軌道離心率         | 軌道傾斜角             | 半径 |
| --------------------- | ---------------------- | ----------------------- | --------------------- | ------------------ | ---------------------- | ---- |
| d                     | ≥0.260+0.032 −0.036 MJ | 0.474+0.021 −0.023      | 108.5±0.1             | 0.130+0.103 −0.085 | —                      | —    |
| b                     | 7.1±1.0 MJ             | 1.039+0.046 −0.051      | 351.4±0.4             | 0.158+0.033 −0.030 | 59±7°                  | —    |
| c                     | 10.901+1.278 −0.937 MJ | 9.811+0.515 −0.520      | 10,159.6+384.8 −321.9 | 0.277+0.026 −0.027 | 90.374+10.495 −12.319° | —    |